# Elba (Wisconsin)
Elba es un municipio del condado de Dodge, Wisconsin, Estados Unidos. Tiene una población estimada, a mediados de 2021, de 1028 habitantes.

## Geografía
El municipio está ubicado en las coordenadas 43°19′39″N 88°57′3″O / 43.32750, -88.95083 (43.327481, -88.950738). Según la Oficina del Censo de los Estados Unidos, tiene una superficie total de 92.2 km², de la cual 91.2 km² corresponden a tierra firme y 1.0 km² están cubiertos de agua.

## Demografía
Según el censo de 2020, en ese momento había 1041 personas residiendo en la zona. La densidad de población era de 11.4 hab./km². El 93.95% de los habitantes eran blancos, el 0.19% eran afroamericanos, el 0.38% eran amerindios, el 0.48% eran de otras razas y el 5.00% eran de una mezcla de razas. Del total de la población, el 2.21% eran hispanos o latinos de cualquier raza.